# Vertigo (chanson de U2)
Pour les articles homonymes, voir Vertigo.
Singles de U2
Electrical Storm All Because of You (chanson)
Pistes de How to Dismantle an Atomic Bomb
Miracle Drug
Vertigo est une chanson du groupe de rock irlandais U2, publiée le 8 novembre 2004 et parue dans l'album How to Dismantle an Atomic Bomb.
Vertigo est à la fois le premier titre de l'album et le premier single qui en est extrait. Elle a donné son nom à la tournée du groupe entre 2005 et 2006. Pour écrire les paroles de Vertigo, le chanteur Bono aurait puisé son inspiration dans la vision d'un horrible night-club - la fameuse intro Uno, dos, très, catorce ayant la même origine. « Il se peut qu'un peu d'alcool ait été impliqué » reconnaîtra-t-il à la sortie de l'album, en 2004.
N°1 au Royaume-Uni et dans d'autres pays à sa sortie (31e aux Etats-Unis), la chanson remporte 3 Grammy Awards en 2004 : meilleure chanson rock, meilleure performance rock par un groupe ou un duo et meilleur clip. Elle s'est classée 64e sur la liste des 100 meilleures chansons de la décennie 2000 à 2010 du magazine Rolling Stone. Le morceau a été utilisé en 2009 pour promouvoir l'iPod de la marque Apple et notamment l'iPod Spéciale Edition U2.

## Enregistrement
Vertigo est né d'une démo que le guitariste The Edge a composée chez lui à Malibu sur une plate-forme Pro Tools très simple. « Ça été super-marrant de ne pas avoir à penser à grand-chose d'autre que jouer de la guitare électrique, peaufiner les rythmiques, chiader les riffs, sans trop se soucier de ce que ça donnerait. Ça a été la genèse de Vertigo », dit le guitariste de U2. Jouant sur des boucles de batterie que le batteur Larry Mullen Junior avait enregistrées pour lui, The Edge a créé le riff de guitare et n'a pu s'empêcher d'y voir « une expérience consistant à explorer la guitare rock'n'roll  en essayant de découvrir quel sens cela peut avoir au XXIe siècle ».

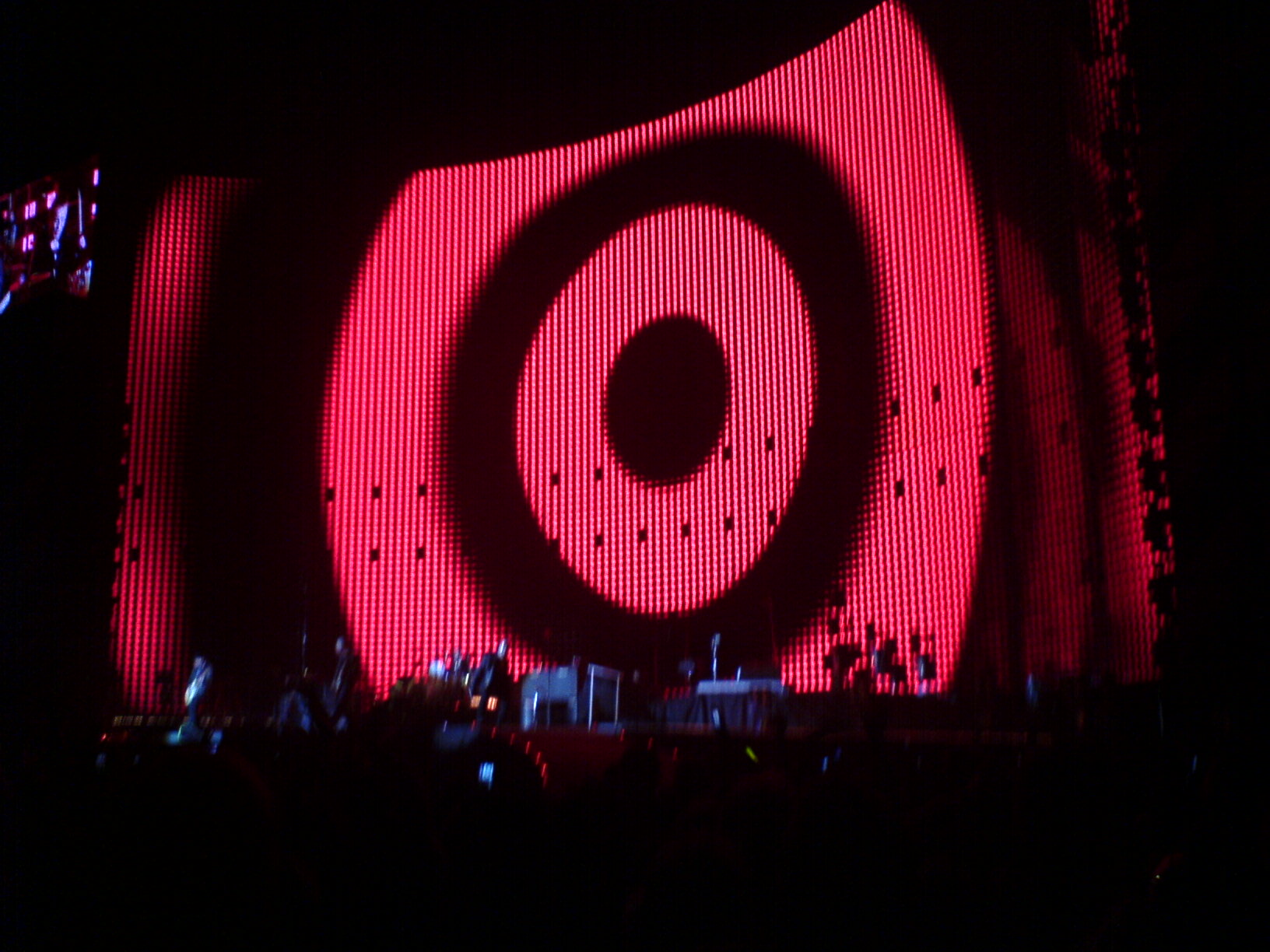
U2 interprète Vertigo lors d'un concert à Adélaïde le 16 novembre 2006, dans le cadre du Vertigo Tour.

## Thématique
La chanson, dont le titre signifie « Vertige » en français, exprime le sentiment ressenti par Bono lors d'une soirée dans une boîte de nuit luxueuse « où les boissons sont au prix d'un bar dans un pays du tiers-monde […] On regarde autour de soi et on voit le grand et gras capitalisme au sommet de sa montagne, prêt à s'effondrer. C'est ce sentiment de vertige qu'on a en réalisant qu'on est ici, buvant, mangeant, polluant, nous escroquant nous-mêmes jusqu'à notre mort ».

## Clip
Le clip est réalisé par Alex Courtes et Martin Fougerol et tourné à Punta Del Fangar près de l'Èbre en Espagne. Le clip se déroule dans un désert. De grandes trainées de fumées s'échappent des membres du groupe, qui interprètent la chanson sur une plateforme qui bouge.

## Tournée
La chanson a été interprétée dans tous les concerts du Vertigo Tour entre 2005 et 2006. Elle ouvre généralement tous les spectacles européens de la tournée, alors que c'est City of Blinding Lights en Amérique du Nord. À de nombreuses reprises, elle est même jouée deux fois dans un seul et même concert (début et fin de la setlist). Depuis le Vertigo Tour, U2 a interprété le morceau dans toutes ses tournées jusqu'en 2024. Elle a été jouée au total à 588 reprises lors de 544 concerts. 

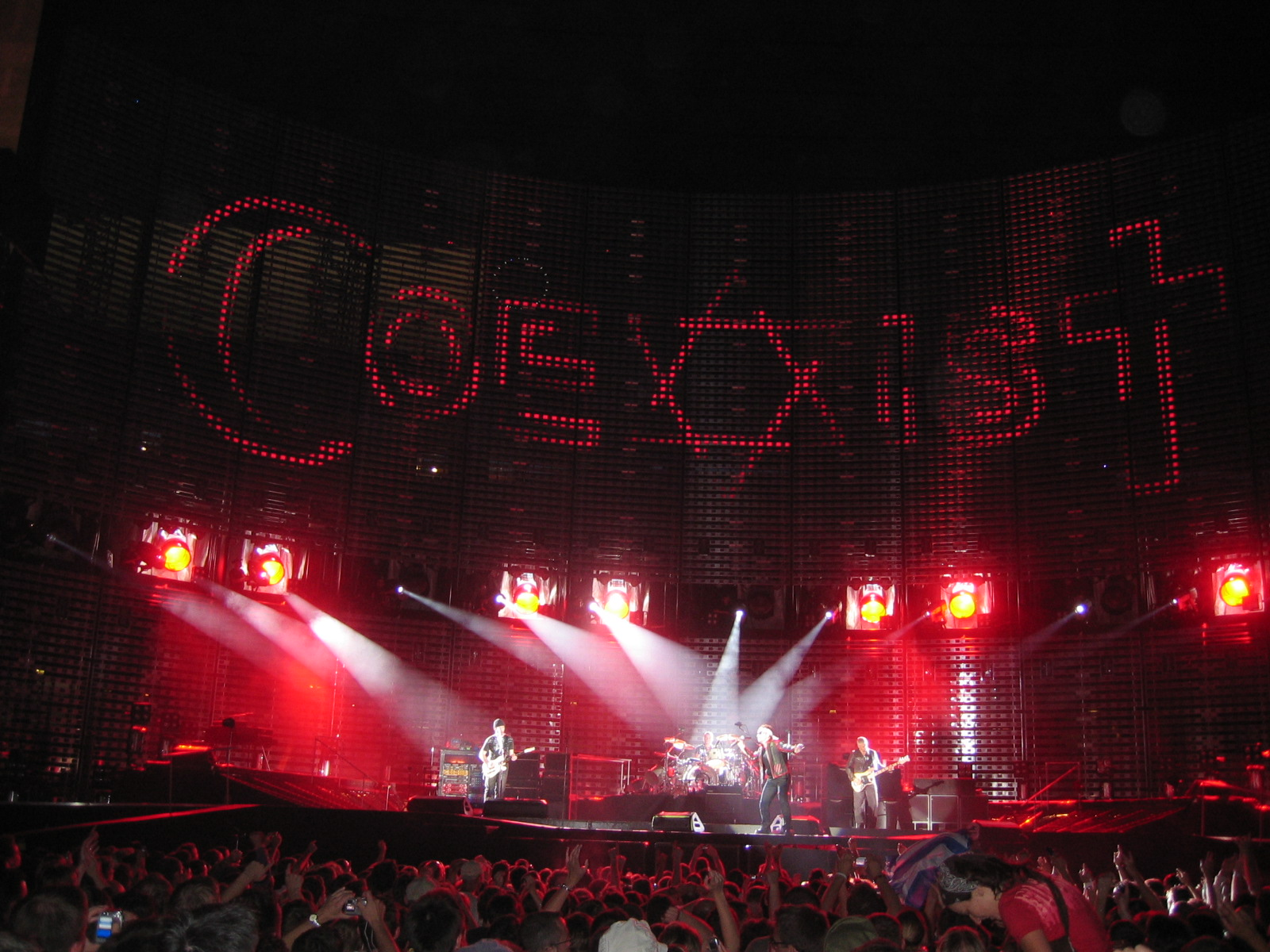
La chanson ouvre de nombreux concerts du Vertigo Tour entre 2005 et 2006. Ici au Stade de France le 9 juillet 2005.

## Postérité
Pour Le Nouveau Dictionnaire du rock paru en 2014, Vertigo est considéré comme « un coup de maître » et les auteurs de poursuivre : « sans doute une des chansons les plus accrocheuses que U2 ait jamais composées et interprétées, inspiré par le regain de vitalité du rock'n'roll que traduisent de jeunes groupes comme les Hives. Le Hello! Hello! du refrain rappelle consciemment ou non Smells Like Teen Spirit de Nirvana ».
En mai 2025, Bono affirme que la chanson dont il est le plus fier est Vertigo. « C’est la façon dont cette chanson nous connecte au public », déclare-t-il. « Le groupe a un son incroyable sur ce titre. Et pour une fois, j’ai l’impression que ma voix est enfin à la hauteur. »

## Liste des titres

### Singles vinyle 7" et 12"
| 1. | Vertigo | 3:11 |

| 1. | Vertigo (Jacknife Lee 12")                 | 5:36 |
| 2. | Vertigo (Jacknife Lee 7")                  | 3:08 |
| 3. | Vertigo (Jacknife Lee 10")                 | 4:13 |
| 4. | Vertigo (Jacknife Lee 12" - instrumentale) | 5:36 |

| 1. | Vertigo (Redanka Power Mix)  | 7:32 |
| 2. | Vertigo (Trent Reznor Remix) | 3:38 |

### Singles CD et DVD
| 1. | Vertigo                     | 3:11 |
| 2. | Are You Gonna Wait Forever? | 3:48 |

| 1. | Vertigo                    | 3:11 |
| 2. | Vertigo (Jacknife Lee 10") | 4:13 |
| 3. | Neon Lights                | 4:07 |

| 1. | Vertigo                     | 3:11 |
| 2. | Are You Gonna Wait Forever? | 3:48 |
| 3. | Vertigo (Jacknife Lee 10")  | 4:13 |
| 4. | Neon Lights                 | 4:07 |
| 5. | Vertigo (Live au HQ (clip)  | 3:11 |

| 1. | Vertigo (HQ (clip)                            | 3:11 |
| 2. | Vertigo (audio avec galerie de photos)        | 3:11 |
| 3. | Are You Gonna Wait Forever? (audio seulement) | 3:48 |
| 4. | Vertigo (Jacknife Lee 10" - vidéo)            | 4:13 |

## Classements
| Classement / pays (2004)                                       | Meilleure position |
| -------------------------------------------------------------- | ------------------ |
| Australie - ARIA Charts                                        | 5                  |
| Autriche - Ö3 Austria Top 40                                   | 4                  |
| Belgique (Région flamande) - Ultratop 50                       | 16                 |
| Belgique (Région wallonne et Bruxelles-Capitale) - Ultratop 40 | 9                  |
| Canada - Canadian Singles Chart                                | 2                  |
| Danemark - Tracklisten                                         | 1                  |
| Pays-Bas - MegaCharts                                          | 2                  |
| Finlande                                                       | 2                  |
| France                                                         | 12                 |
| Irlande - Irish Singles Chart                                  | 1                  |
| Italie                                                         | 1'                 |
| Japon                                                          | 10                 |
| Nouvelle-Zélande                                               | 5                  |
| Norvège - VG-lista                                             | 2                  |
| Espagne                                                        | 1                  |
| Suède - Sverigetopplistan                                      | 2                  |
| Suisse - SwissCharts                                           | 6                  |
| Royaume-Uni - UK Singles Chart                                 | 1                  |
| États-Unis - Billboard Hot 100                                 | 31                 |
| États-Unis - Billboard Hot Dance Club Play                     | 8                  |
| États-Unis - Billboard Hot Mainstream Rock Tracks              | 3                  |
| États-Unis - Billboard Hot Modern Rock Tracks                  | 1                  |
| États-Unis - Billboard Pop 100                                 | 10                 |
| États-Unis - Billboard Top 40 Mainstream                       | 35                 |
| États-Unis - Billboard Top 40 Tracks                           | 37                 |